# Svend Stouge
Svend Stouge (* 1942) ist ein dänischer Geologe. Er ist außerordentlicher Professor (Stand: 2008) an der Universität Kopenhagen und arbeitet am dortigen Geologischen Museum.
Stouge forscht auf dem Gebiet der Taxonomie der Conodonten sowie der Biostratigraphie und Stratigraphie des frühen Paläozoikums (Erdaltertum). Er schlug 2005 als Teil einer internationalen Forschergruppe einen GSSP (weltweit gültigen geologischen Referenzpunkt) für das Dapingium (ca. 471,8 bis 468,1 mya) vor, der bis dahin unbenannten chronostratigraphischen Stufe im Mittelordovizium. Die ICS (Internationale Kommission für Stratigraphie) nahm den Vorschlag 2007 an.
Svend Stouge ist Herausgeber der Lethaia, einer viermal im Jahr erscheinenden internationalen Fachzeitschrift für Paläontologie und Stratigraphie.